# Prusias ad Hypium
Koordinaten: 40° 54′ 21,1″ N, 31° 8′ 52,8″ O

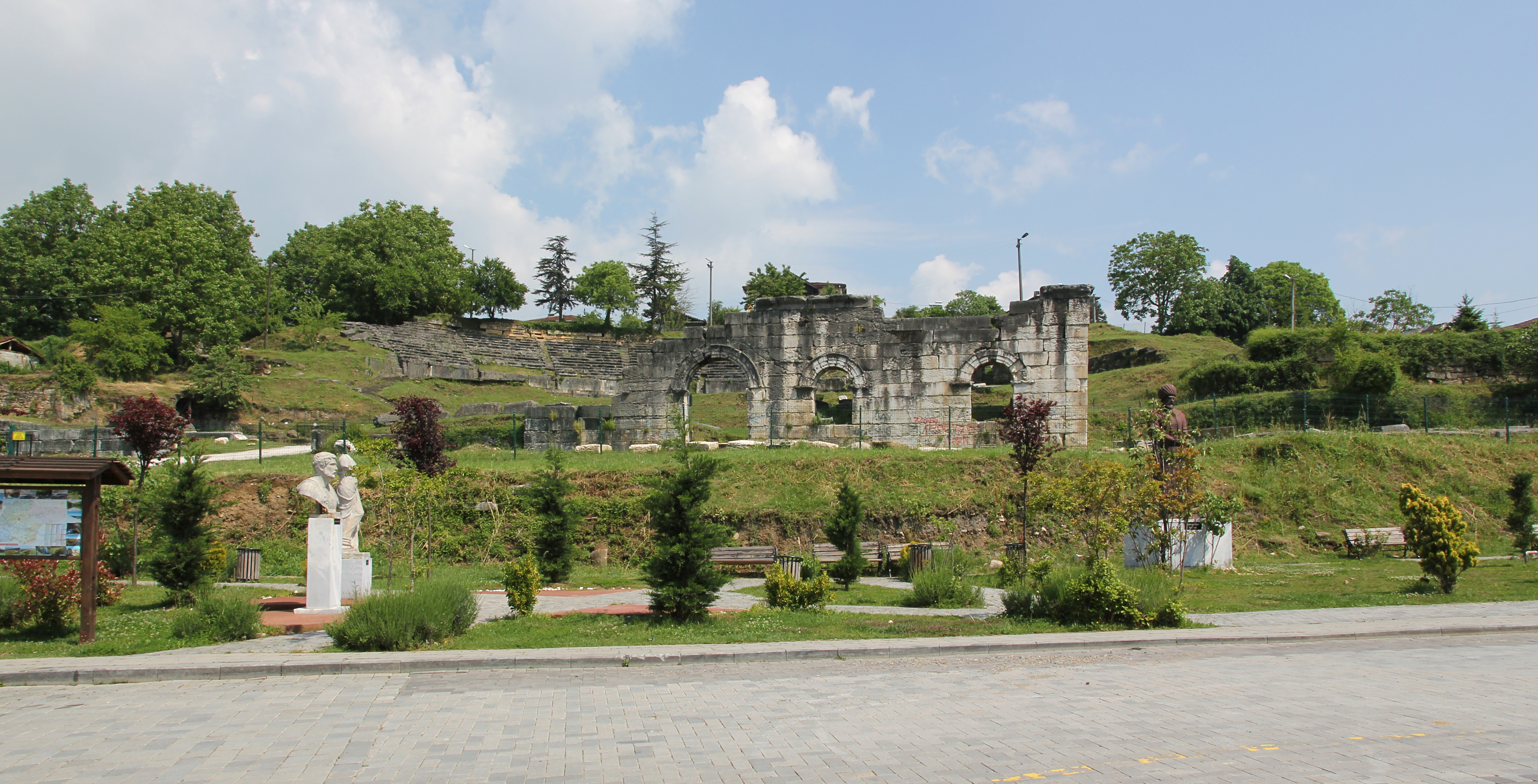
Theater mit Bühnengebäude

Prusias ad Hypium (auch: Prusa; altgriechisch Προυσιάς) war eine antike Stadt in der kleinasiatischen Landschaft Bithynien, heute Konuralp (Üskübü) in der Provinz Düzce (Türkei).
Die Stadt hieß laut dem Historiker Memnon (20,11) ursprünglich Kieros und gehörte zu Herakleia Pontike, bevor sie erst durch Zipoites und dann endgültig durch Prusias I. (der sie nach sich benannte) an Bithynien kam. Sie ist zu unterscheiden von Prusias ad mare („Prusias am Meer“), dem zeitweiligen Namen von Kios, das ebenfalls von Prusias I. erobert und umbenannt wurde. 74 v. Chr. wurde die Stadt von den Römern erobert, unter deren Herrschaft sie aufblühte und zur bedeutenden Stadt an der Straßenverbindung von Nicomedia (heute İzmit) nach Amastris (heute Amasra) wurde. Im 4. Jahrhundert wurde Prusias Bischofssitz.
Heute sind am Ort Überreste aus römischer Zeit zu sehen. Dazu gehören Reste der Stadtmauern, Teile eines Aquädukts sowie das Theater, von dem große Teile der Cavea (Zuschauerränge) und des Bühnengebäudes erhalten sind. Südlich davon liegt das sogenannte Pferdetor (türkisch Atkapı). Dessen heute flach aufliegender Architrav zeigt eine Pferdedarstellung und eine Inschrift. Im Nordwesten des Ortes sind außerhalb der Stadtmauern Relikte einer dreibogigen Brücke zu sehen, die erst in moderner Zeit von einem Hochwasser zerstört wurde. In der Umgebung des Theaters, aber auch außerhalb des engeren Stadtgebiets, wurden zahlreiche Stelen, Inschriften und Mosaiken sowie eine Statue der Tyche mit Plutos gefunden. Viele der Funde sind im lokalen Museum (Konuralp Müzesi) ausgestellt, einige, darunter die Tyche, wurden nach Istanbul verbracht.

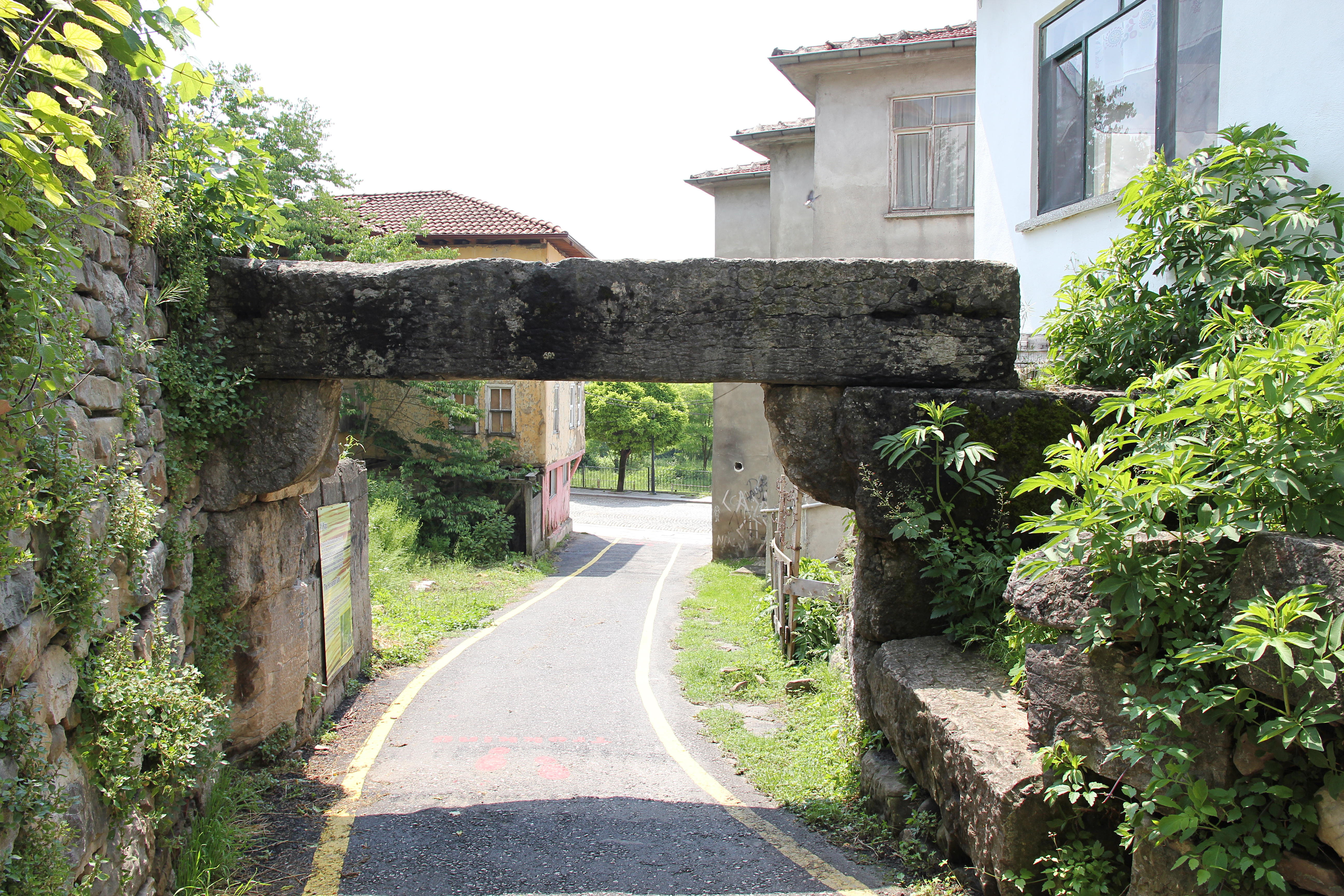
Pferdetor
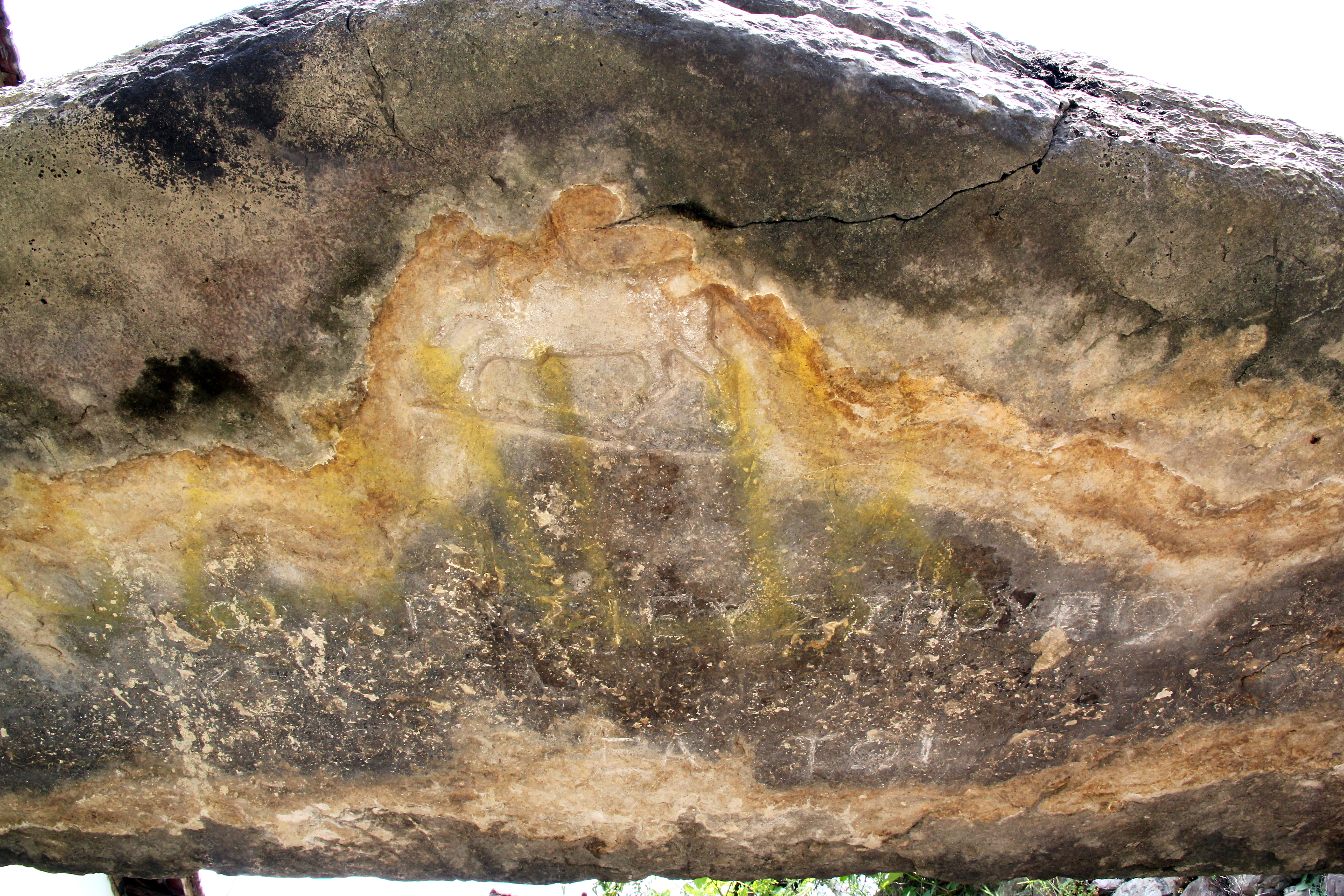
Relief am Pferdetor
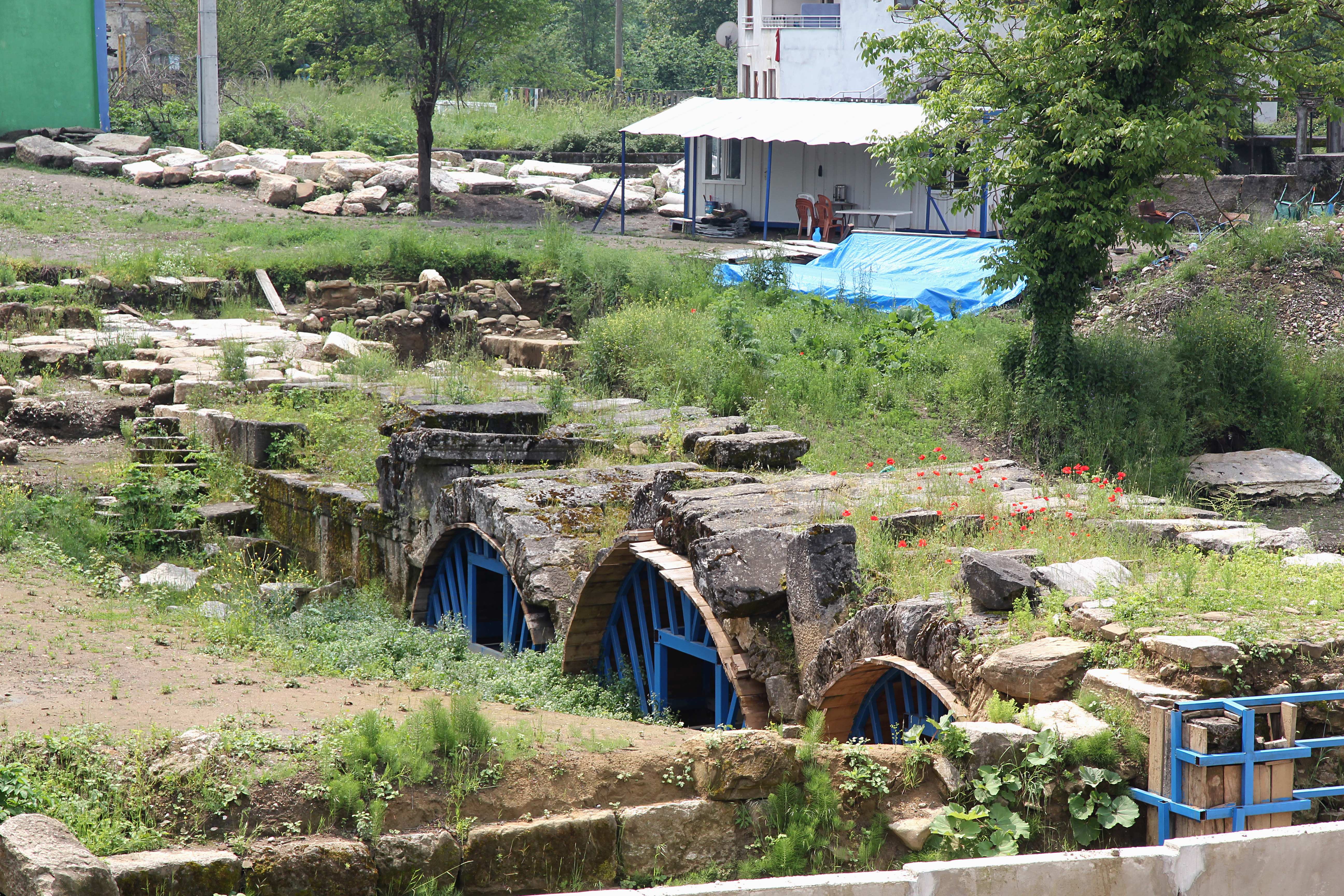
Brückenruine
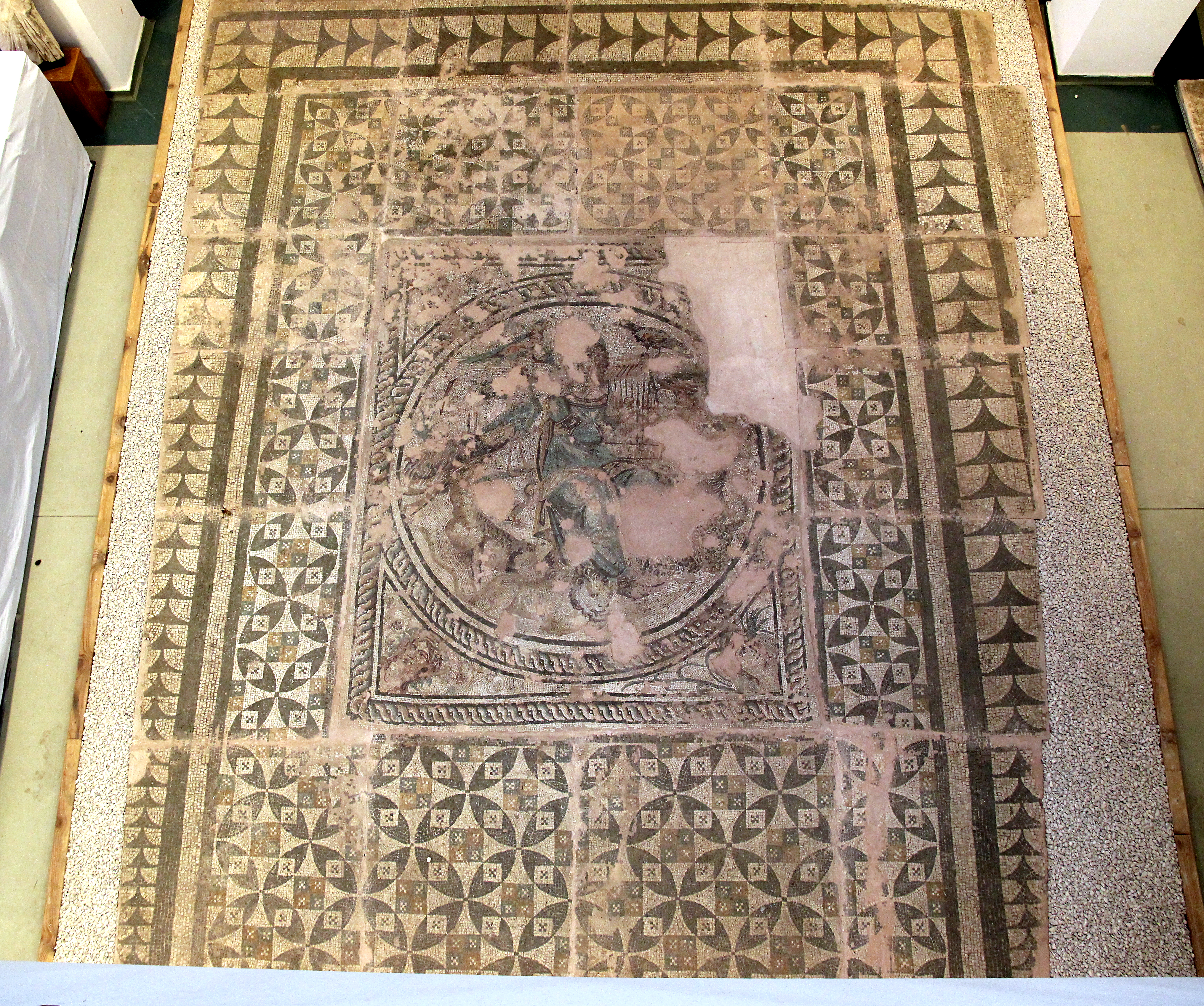
Bodenmosaik des Orpheus mit Tieren und den Jahreszeiten in den Ecken, Konuralp Müzesi
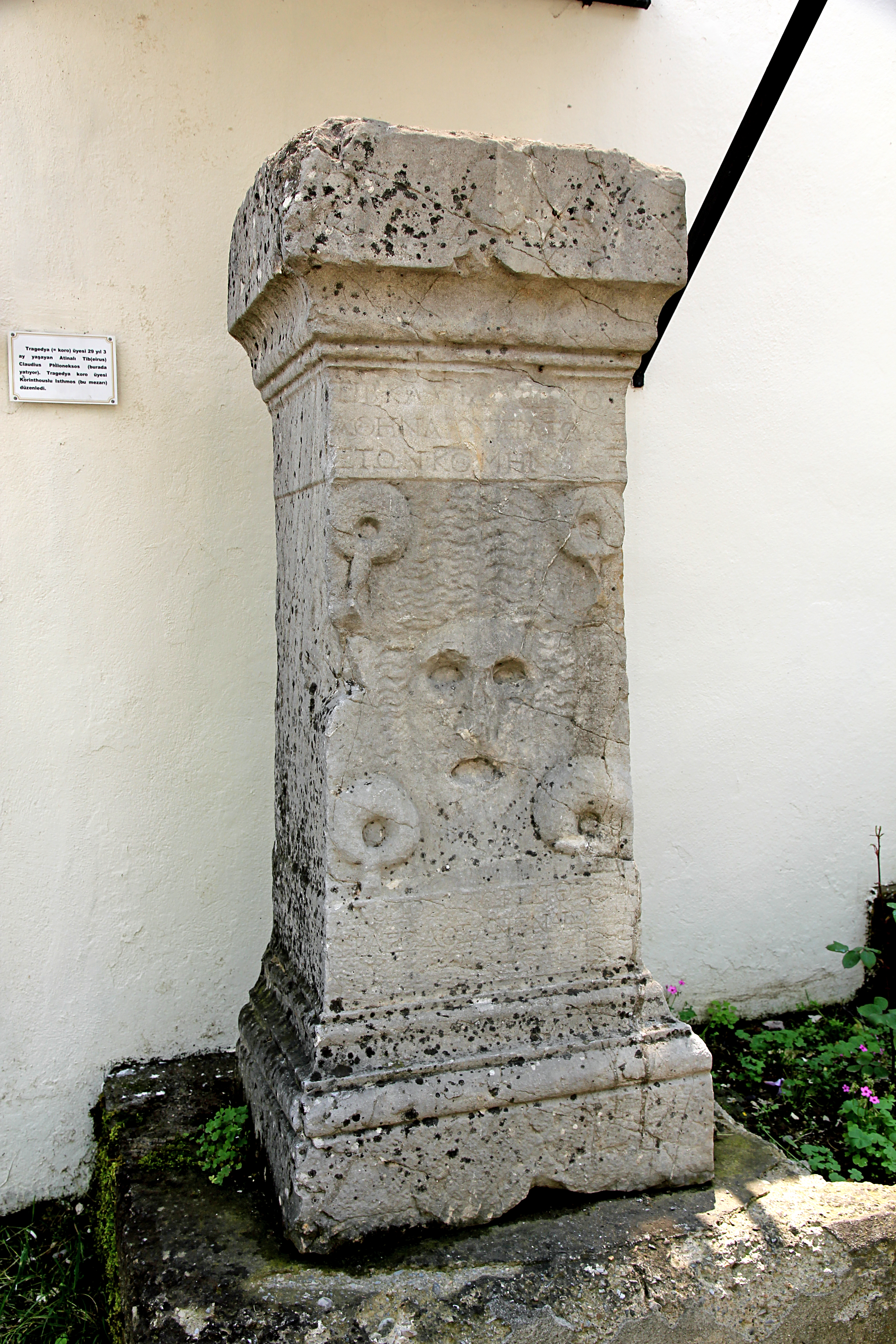
Grabinschrift eines Schauspielers, Konuralp Müzesi